# Valle d'Agrò
La valle d'Agrò giace sul versante orientale dei monti Peloritani, nella città metropolitana di Messina e, deve il suo nome all'omonimo torrente che ne solca il fondo per tutta la sua lunghezza.

## Storia
Fin dalla remota antichità, la valle è stata sede di una intensa attività agricola, della quale rimangono tracce evidenti nei terrazzamenti, ormai in parte inutilizzati, che ricoprono parte delle fiancate collinari; è stata appurata la presenza di insediamenti umani, risalenti ad un periodo compreso tra il Neolitico e il X secolo a.C., riconducibili ai Sicani, nelle fasi più antiche, e ai Siculi in quelle più recenti. 
A partire dal IX secolo a.C., la valle dell'Agrò venne frequentata dai Fenici, che in Sicilia orientale insediarono alcune basi commerciali come Phoinix, stazione che viene identificata con l'attuale Santa Teresa di Riva, nata per incrementare gli scambi con i Siculi stanziati nella zona. A partire dall'VIII secolo a.C., i primi coloni Greci (più bellicosi dei Fenici) cominciarono a frequentare il territorio dell'Agrò, sostituendosi ai Fenici, mescolandosi gradatamente con le popolazioni sicule e dando origine, anche qui, alla cultura siceliota.
Il territorio della valle, essendo posto immediatamente al nord del Promontorio Argenno, era ricompreso nella chora della città di Messana, di cui seguì le sorti storico-politiche, a partire dalla inclusione nell'Arcontato di Sicilia di Dionisio I, all'ellenistico Regno di Sicilia di Agatocle, fino al periodo del dominio dei Mamertini.
Sussistono notizie in base alle quali, nel 260 a.C., nei pressi di Limina, in occasione della Prima guerra punica, si combatté una battaglia tra i Cartaginesi, che dopo aver attraversato i Monti Peloritani tentavano di attaccare la riviera ionica siciliana, e i Romani che, con l'aiuto dei loro alleati sicelioti di Siracusa, riuscirono a respingere i nemici. 
Poi, con la conquista romana, la storia della valle segue quella di tutta la Sicilia. Nel corso della lunga dominazione romana, la valle venne interessata dalle guerre civili seguite all'uccisione di Giulio Cesare: narra Appiano di Alessandria che nell'estate del 36 a.C., durante la guerra civile tra Sesto Pompeo ed Ottaviano, circa 4.000 fanti pompeiani, non volendo accamparsi troppo vicino al nemico, stanziato presso Tauromenium, "si ritirarono nella città di Phoinix, poco a nord dell'Aghennon Akron", l'odierno capo di Sant'Alessio Siculo. La distanza non doveva essere eccessiva, poiché detta fanteria doveva poter raggiungere il campo di battaglia in breve tempo e senza particolari difficoltà. 
Sono ancora oggi visibili presso il villaggio di Scifì (frazione di Forza d'Agrò) i resti di una fattoria tardo imperiale che funse anche da stazione di posta in quanto collocata sul crocevia tra l'antica strada che da Messina giungeva a Siracusa e l'antica via che, costeggiando il corso del fiume Agrò, collegava il litorale ionico con quello tirrenico, attraversando la catena dei Peloritani.
Durante il Medioevo, la valle venne frequentata dai Bizantini e dagli Arabi; furono questi ultimi ad inserire nuove colture (come gli agrumi e l'albicocco). All'XI secolo risale la ricostruzione dell'abazia basiliana di San Pietro e Paolo, voluta da Ruggero II. I monaci basiliani esercitarono la loro signoria religiosa, economica e sociale dal 1117 al 1794.
A partire dal XII secolo, i villaggi di questa valle furono sottoposti al potere politico, amministrativo, giudiziario e militare della cittadina di Savoca, capoluogo di una baronia sotto il mero e misto imperio dell'Archimandrita di Messina. 
Con l'abolizione del feudalesimo nel Regno di Sicilia, sancita nella Costituzione del 1812, i villaggi della valle iniziarono ad emanciparsi dalla baronia di Savoca, proclamandosi comuni autonomi facenti parte del Circondario di Savoca, istituito nel 1817 e inserito nel Distretto di Castroreale. Detti enti amministrativi vennero soppressi all'indomani dell'unità d'Italia, nel 1861.
Nonostante l'antichità dei suoi centri, la denominazione di "Valle d'Agrò" è molto recente, in quanto risale alla metà del XX secolo. 
Permane tutt'oggi una blanda attività agricola e la pastorizia.
I comuni della valle partecipano al Consorzio Val d'Agrò ed all'Unione dei comuni delle Valli joniche dei Peloritani.
I comuni della Valle d'Agrò sono: 
- Santa Teresa di Riva
- Sant'Alessio Siculo
- Forza d'Agrò
- Savoca
- Limina
- Roccafiorita
- Antillo
- Casalvecchio Siculo
- Furci Siculo